# المعشبة
المعشبة، هي قرية من فئة (ب) تقع في محافظة المجمعة، والتابعة لمنطقة الرياض في السعودية. وتبعد المعشبة عن محافظة المجمعة بمسافة تقارب () كم.امراءها عائلة السريّع 